# Angélique-Louise Verrier-Maillard

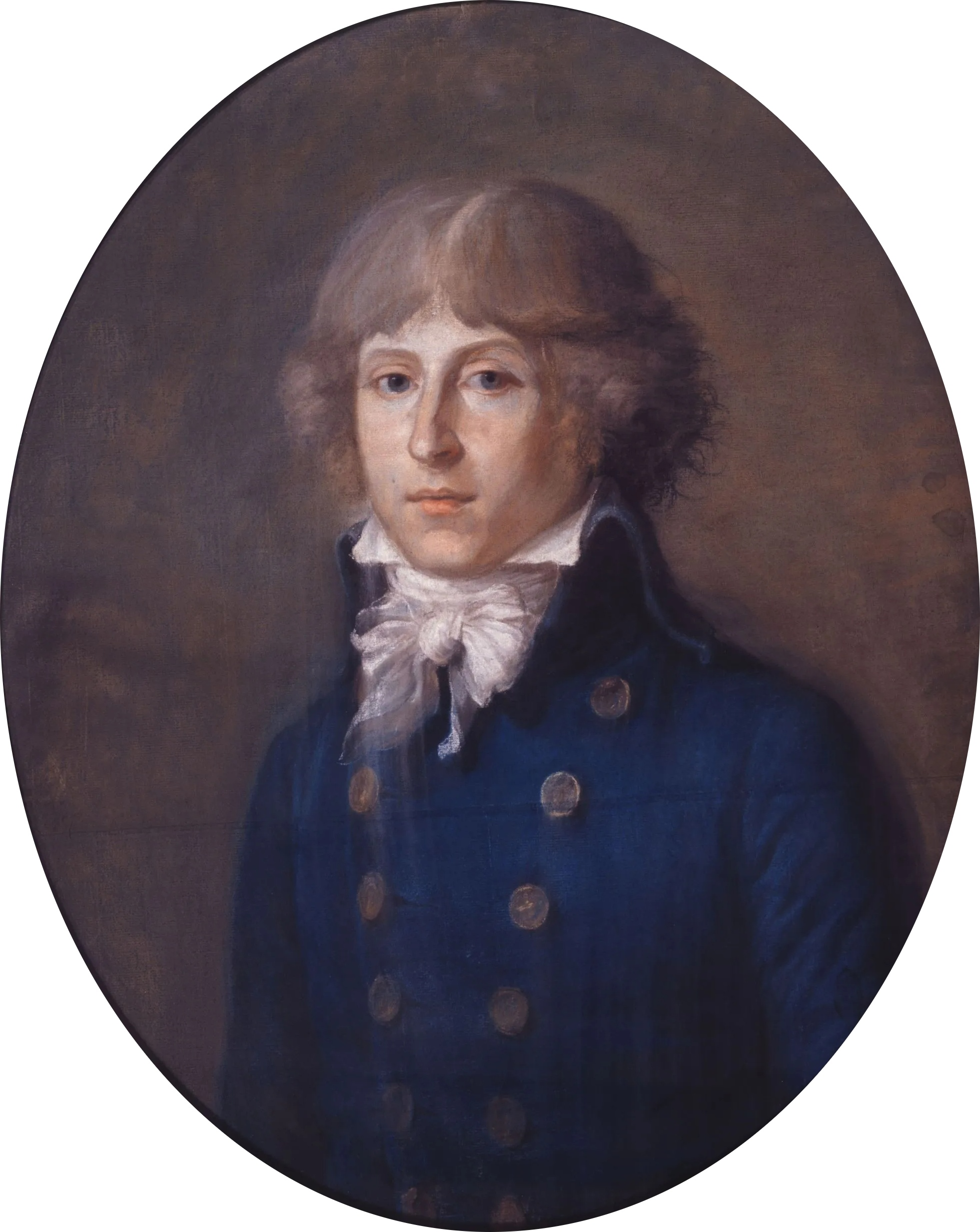
Portrait de Louis Antoine de Saint-Just attribué à Angélique-Louise Verrier

Angélique-Louise Verrier, née le 25 octobre 1762 à Paris où elle est morte le 29 juillet 1805, est une peintre française. Élève d'Adélaïde Labille-Guiard, ses œuvres sont composées de portraits au pastel puis de peintures à l'huile. Elle aurait peint un portrait connu de Louis Antoine de Saint-Just, conservé au musée Carnavalet. Elle est également l'autrice d'un portrait du député girondin Jean-Baptiste Salle.

## Biographie
Angélique-Louise Verrier-Maillard nait le 25 octobre 1762 à Paris. Elle est la fille de Jean-François Verrier et d’Élisabeth Piéret. Elle est baptisée le lendemain de sa naissance dans la paroisse parisienne de Saint-Eustache. Elle a deux sœurs, prénommée Anne-Charlotte et Louise-Françoise.
Elle devient l'élève d'Adélaïde Labille-Guiard. Dès 1780, elle expose ses œuvres à l'Exposition de la Jeunesse, qui se déroule place Dauphine. En 1785, ses portraits au pastel présentés à l'Exposition de la Jeunesse sont salués par la critique. La revue Mercure de France écrit, au sujet d'un portrait d’une femme coiffée d’un chapeau de paille : « Le ton de couleur m’en a paru fort bon ; le dessin en est sage et correct ». En 1786, lors de la même exposition, la revue mentionne à nouveau la peintre : « Mlle Verrier […] développe chaque année son talent d’une manière plus intéressante »,.
Néanmoins, malgré ce début de renommée, Angélique-Louise Verrier-Maillard ne participera pas aux prochaines expositions de la Jeunesse. La charge familiale incombant à l'artiste semble expliquer cette absence : célibataire, elle vit chez ses parents qui sont âgés, ainsi qu'avec sa sœur Anne-Charlotte, veuve et mère de cinq enfants. Elle doit en outre s'impliquer davantage dans la gestion de l’hôtel des États-Unis, rue Gaillon, tenus par ses parents, notamment après le décès de son père.
C'est durant cette période, entre septembre 1792 et mars 1794, qu'elle aurait peint un célèbre portrait de Louis Antoine de Saint-Just, dit pastel Le Bas, du nom de son acquéreuse, Élisabeth Le Bas, épouse de Philippe Le Bas, ami de Louis Antoine de Saint-Just. Le tableau est conservé au musée Carnavalet depuis 1898.
A la même période, elle peint également un portrait au pastel, aujourd'hui détruit, du député girondin Jean-Baptiste Salle, d'après son biographe Charles Vatel,,.
Le 2 mars 1795, elle se marie avec Louis Maillard, un avocat employé à la Commission des revenus nationaux. Ce dernier est veuf et a déjà des enfants. Lorsqu’il décède à la suite d’une maladie le 9 octobre 1801, Angélique-Louise Verrier-Maillard préfère renoncer à sa succession, composée essentiellement de dettes. Elle aurait eu avec son mari un fils, Louis-Auguste-Jean-Baptiste, baptisé à Saint-Germain l'Auxerrois. Cependant, les historiennes Louise Ampilova-Tuil et Catherine Gosselin, qui sont les premières à rédiger une brève biographie de l'artiste, écrivent qu'Angélique-Louise Verrier-Maillard mourra veuve sans enfant.
Durant son mariage, Angélique-Louise Verrier-Maillard apprend la technique de la peinture à l'huile. Elle peint toujours des portraits mais aussi des nature-mortes, des animaux ou des paysages. Elle expose des portraits en août 1802 au Salon de Paris. Ce sera sa dernière exposition.
Elle meurt le 29 juillet 1805 à Paris, au 2 rue du Cherche-midi. Le jeune peintre Auguste-François Laby, neveu d'Angélique-Louise Verrier-Maillard, signe son acte de décès,.
Dans la nécrologie de ce dernier, l’Annuaire des Artistes indiquera qu'Auguste-François Laby était « élève de David et neveu de Mme Maillard ». Pourtant, peu connue, Angélique-Louise Verrier-Maillard restera longtemps confondue avec sa contemporaine Marie-Nicole Vestier. Ce n'est qu'en 2016 que des informations sur sa carrière sont publiées pour la première fois.